# Petrel Glacier
Petrel Glacier är en glaciär i Antarktis. Den ligger i Östantarktis. Nya Zeeland gör anspråk på området. Petrel Glacier ligger 215 meter över havet.
Terrängen runt Petrel Glacier är varierad. Havet är nära Petrel Glacier åt nordväst. Trakten är obefolkad. Det finns inga samhällen i närheten. 